# Sternocthispa
Sternocthispa là một chi bọ cánh cứng trong họ Chrysomelidae.
Chi này được miêu tả khoa học năm 1938 bởi Uhmann.

## Các loài
Chi này gồm các loài:
- Sternocthispa gracillima Uhmann, 1938